# Petr Bartoš
Petr Bartoš, né le 28 mars 1971, est un pilote automobile tchèque d'autocross.

## Biographie
Il a débuté la compétition dans sa spécialité en 1990 sur un buggy à Velkém Meziříčí, puis en 1992 il est passé sur une Ford Fiesta "Cup", conduisant toujours des véhicules à moteurs Ford pour la suite de sa carrière.
La période de 2005 à 2007 a été sa plus fructueuse, concrétisée par trois doublés titres national et continental (en étant le seul tchèque à pouvoir défendre victorieusement son titre européen). Son circuit préféré est celui le plus connu de son propre pays pour ce type de compétition, et intégré dans le championnat continental depuis de nombreuses années, Nová Paka.
(Nota Bene: il ne doit pas être confondu avec son homonyme champion d'Europe 2008 de motocross avec le team Orion-RS Petrol Racing en catégorie 300 cm3, sur KTM,, et Jiri Bartos a quant à lui été champion d'Europe D3 en 1990, vice-champion en 1987 et 1992, ainsi que troisième en 1985, 1991 et 1994)

## Palmarès

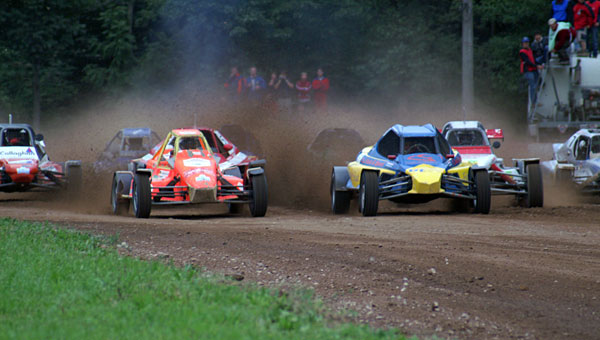
L'épreuve italienne du championnat d'Europe, Maggiora, ici en 2005.

- Quadruple Champion d'Europe D3, en 2000, 2005, 2006 et 2007;
- Nonuple Champion de République tchèque D3, en 2000, 2002, puis de 2005 à 2011 sans interruption;
  - vice-champion d'Europe D3, en 2001;
  - quatre fois 3e du championnat d'Europe D3, en 2002, et de 2008 à 2010.